# Шарапов, Анатолий Сергеевич
Анатолий Сергеевич Шарапов — советский хозяйственный деятель, Герой Социалистического Труда.

## Биография
Родился в 1939 году в селе Непрядва. Член КПСС.
В 1954—1967 — колхозник, механик колхоза в Тульской области, военнослужащий Советской армии, слесарь-механик колхоза
В 1967—2017 — токарь, фрезеровщик Научно-производственного объединения прикладной механики имени М. Ф. Решетнёва Министерства общего машиностроения СССР / ФГУП / ОАО «Научно-производственное объединение прикладной механики» имени академика М. Ф. Решетнёва.
Указом Президиума Верховного Совета СССР от 6 августа 1987 года присвоено звание Героя Социалистического Труда с вручением ордена Ленина и золотой медали «Серп и Молот».
Делегат XIX конференции КПСС.
Умер в 2020 году в Железногорске.

## Награды и звания
- Герой Социалистического Труда (06.08.1987)
- Орден Ленина (06.08.1987)
- Орден Трудового Красного Знамени (21.10.1981)
- Орден Знак Почёта (25.03.1974)